# Княжество-епископство Черногория
Княжество-епископство Черногория, с 1796 года официально — Черногория и Брда (черног. Црна Гора и Брда) — фактически независимое от Османской империи черногорское теократическое государство, существовавшее с 1516 года  по 1852 год.

## История

### До установления власти Петровичей-Негошей. Черногорские племена

Черногорские племена

В древности территория будущей Черногории, была заселенная фрако-иллирийцами, и около времени Рождества Христова она была завоёвана и оккупирована древними римлянами. Под именем Диоклеи эта территория вошла в состав древнеримской провинции Далмации, в те времена в древнеримской провинции были образованы и существовали города Диоклея (Дукля), Медеон (Медун) и другие.
С постепенным упадком, развалом и распадом Древнего Рима, по приглашению Византии, в VI—VII столетии, на эти земли, с севера, пришли и остались сербы, и только на юге будущей Черногории славянское население было смешано с албанским, а в некоторых городах ещё долго жили греки.
В XIV столетии Черногория впервые выделяется из сербское королевства под именем вассального княжества (жупа) Зеты, управлявшегося наследственными князьями (династией) из дома Бальшичей.
В 1421 году дом Бальшичей угас, и Стефаном Чёрным основана династия Черноевичей.
В 1516 году Георгий Черноевич передал правление митрополиту Вавиле, и Черногория сделалась теократическим государством.
В 1639 году после битвы на Косовом поле вассальная зависимость от Сербии прекращается.

### Правление Данилы I
С 1697 года, когда Генеральная черногорская ассамблея избрала Данило Петровича Негоша, прародителя династии Петровичей-Негошей, епископом, началась организованная борьба за политическое и религиозное единство страны, часто разделенной межплеменными конфликтами и исламизацией населения. В те годы православные черногорцы проводили планомерную христианизацию и истребление местных мусульман, запомнившуюся под названием Потурицкого расследования.
С прибытием в 1711 году в Черногорию эмиссара российского императора Петра I и поездкой Данилы в Санкт-Петербург между Черногорией и Россией установились тесные политические связи, которые, с временами похолодания, продлились до Февральской революции. В то же время приезд посланника и поездка епископа представляли собой признание Черногории. В следующем, 1712 году, произошло сражение против войск боснийского визиря Ахмет-паши при Царево лаз, событие, которое вошло в национальную память как одна из величайших побед в военной истории черногорцев.
Вопреки прежним обычаям избрания епископов, Данило решает, что преемник должен быть из его рода. Поскольку епископ не мог жениться и иметь детей, он избрал в 1735 году наследником сына своего брата — Савву Петровича Негоша.

### Правление Саввы II и Василия III
В первую часть своего царствования Савва возведет в епископы своего брата Василия, который в основном занимался внешней политикой. В своих письмах и путешествиях Василий много раз будет просить у России помощи в создании черногорского образования, а сам со временем станет первым историком Черногории со своей книгой «История Черногории» (напечатана в 1754 году). Самым значительным его политическим успехом стала встреча с российской императрицей Елизаветой Петровной и наследником престола Петром III, также в 1754 году. 
После смерти Василия самым важным событием во время правления Саввы (который снова правил один) стала упразднение Печского патриархата османами в 1766 году. С этого периода православная церковь в Черногории является как де-факто, так и де-юре автокефальной.

### Правление Петра I
22 сентября 1796 года в битве у села Крусы черногорцы одержали победу над войском Махмуд-паши, голова визиря была доставлена в Цетинье. После этой битвы Черногория фактически превратилась в самостоятельное государство. В 1798 году Император Всероссийский Павел I установил для Черногории и Брды ежегодную субсидию на «общенародные надобности и учреждение полезных заведений» в одну тысячу цехинов. 18 октября 1798 года племенные старейшины приняли первый общечерногорский законник Черногории и Брды. Этот кодекс предусматривал ежегодный налог в размере 60 динаров с каждого дома, смертную казнь за кровную месть. В 1798 году был учреждён высший государственный орган Черногории — «Правительство суда черногорского и брдского». Стремясь овладеть Бокой Которской, владыка Пётр I воспользовался падением Венецианской республики и в 1797 году направил войска в Жупу и Будву. Но Австрия помешала реализации плана Петра.
Черногорцы (1820)
После сражения при Крусах к Черногории присоединились брдские племена белопавличи и пиперы. В начале XIX века Черногорию населяло 60 тысяч жителей, её территория составляла приблизительно 1200 км². В стране насчитывалось 116 сёл.  Значительная часть земли принадлежала общинным и племенным вождям. Кроме сельского хозяйства старейшины извлекали доход от торговли и ростовщичества. У черногорцев ещё существовали задруги, кровная месть и кровно-родственные связи внутри братств. Административно-территориально страна состояла из нахий, которые делились на племена (объединения братств). Возделываемая земля и часть пастбищ являлись собственностью семей. Большая же часть пастбищ, водоёмов и лесов находилась в коллективном владении сёл, братств и племён.
Население было занято преимущественно полукочевым скотоводством — разведение в основном овец и коз. Земледелие было развито в Белопавличах, Риекской и Црмницкой нахиях. Крестьяне сеяли картофель и кукурузу, а также овёс, ячмень, пшеницу, рожь. Хлеб привозился из-за границы. В Црмнице занимались также виноделием, а в Риекской нахии — рыболовством на Скадарском озере. Крупное землевладение было сосредоточено в руках Цетинской митрополии.
В Черногории в первой половине XIX века преобладало натуральное хозяйство. Черногорцы редко занимались ремёслами. Постоянная торговля велась в Риеке Црноевича. В Сливле и Вирпазаре периодически проходили базары. При отсутствии черногорской монеты в ходу были турецкие и австрийские деньги. Пути сообщения отсутствовали. Между Цетине и Риекой Црноевича гужевая дорога была проложена в 1839—1840 годах. В это время оживились торговые отношения с городами Османской империи: Подгорицей, Никшичем, Скадаром.

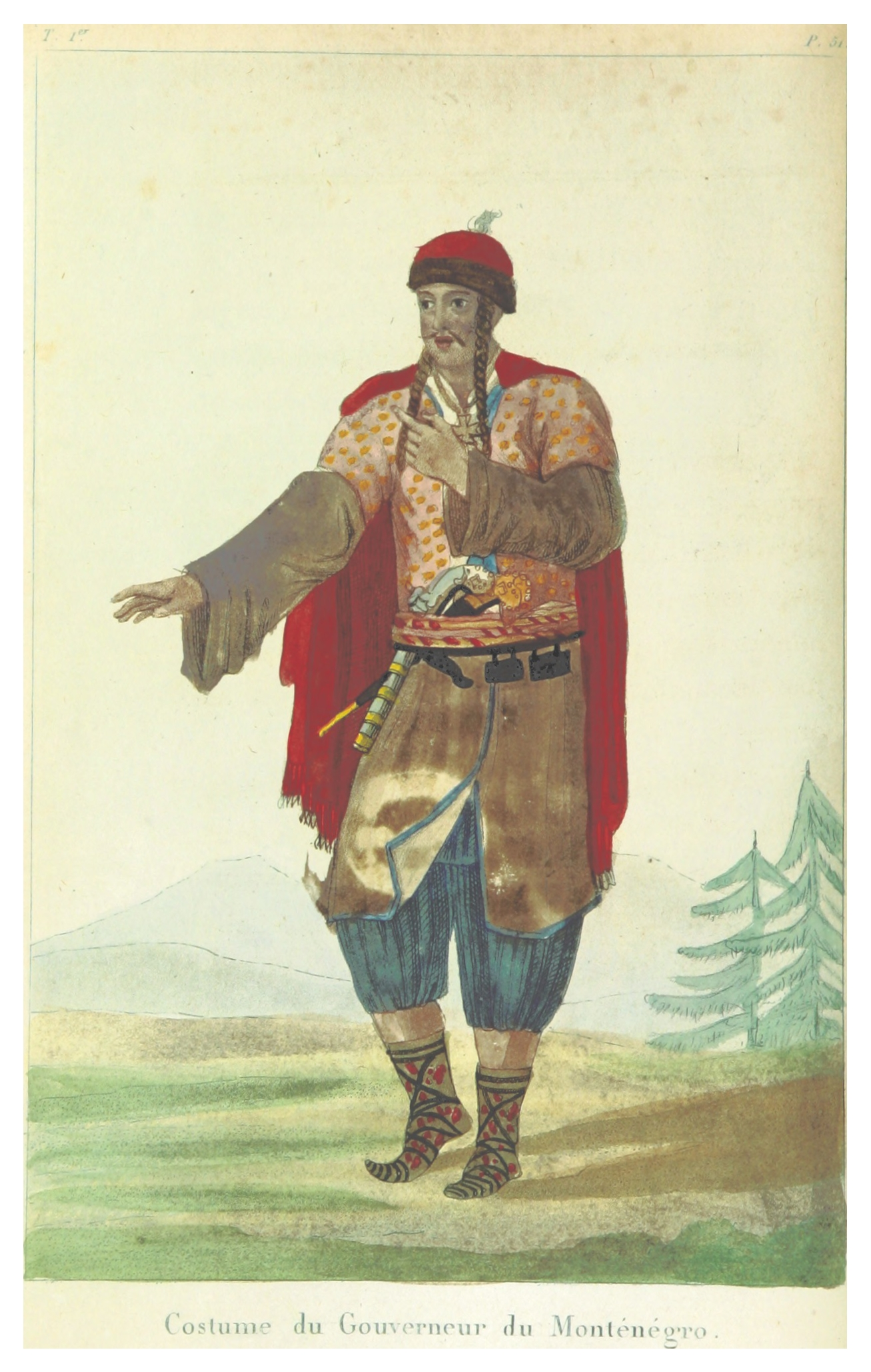
Гувернадур Черногории (1820)

Когда в 1803 году владыка пошёл на сближение с Францией, Российская империя направила в Черногорию посланника М. Ивелича, который должен был потребовать от Петра I явиться на суд российского синода. В 1804 году правительство Черногории направило русскому царю ответ, в котором сообщило, что митрополит не подвластен российскому синоду. В дальнейшем черногорцы совместно с русскими оказали сопротивление французским войскам у Цавтата и Дубровника. По Тильзитскому миру (1807) Бока Которская была передана французам, и черногорские войска покинули её. В письме русскому царю от 1806 года Пётр I выдвинул идею создания Славяно-сербского царства со столицей в Дубровнике. Во время русско-турецкой войны 1806—1812 годов черногорцы выступили против турок. В 1813 году Пётр I при поддержке англичан занял Боку Которскую. 29 октября того же года скупщина в Доброте постановила об объединении Боки Которской с Черногорией. Но в 1815 году Венский конгресс  передал Боку Которскую Австрии. В том же году в Черногории начался голод, группа черногорцев эмигрировала в Россию. В 1820-е годы много черногорцев переехало в Сербию. После того, как в 1820 году черногорцы совместно с герцеговинцами оказали сопротивление войскам боснийского визиря, племена Ровцы и Морача присоединились к Черногории.

### Правление Петра II
Преемником Петра I был владыка Пётр II Петрович Негош. 17 ноября 1830 года скупщина лишила Вуко Радонича звания гувернадура, который затем был изгнан из Черногории. В 1831 году на родину прибыли Матей Вучичевич и Иван Вукотич, которые привезли деньги из России и приняли участие в ликвидации должности гувернадура. В том же году вместо Правительства суда был учреждён Правительственный сенат. Тогда же была создана гвардия, наделённая полицейскими полномочиями и функцией охраны государственной границы. Петру II удалось подавить разгоревшийся сепаратизм в Црмницкой нахии и среди племён Пиперы, Кучи. В результате преобразований, проведённых в первой половине XIX века, черногорские митрополиты превратились в самодержавных правителей. После того, как в 1831 и 1832 годах черногорцы попытались занять Подгорицу, турецкие войска напали на страну, но в сражении у Мартиничей 22 апреля 1832 года были разбиты.
В 1833 году в Цетине была основана первая в Черногории начальная школа, а в 1834 году — типография. В 1833 году Пётр II приехал в Санкт-Петербург, где получил сан архиерея. Российская империя продолжала выплачивать Черногории ежегодную субсидию, размер которой после второй поездки Петра II в Россию в 1837 году был увеличен в девять раз.
В 1850-е годы турецкое правительство рассматривала Черногорию как часть Османской империи. 

### Правление Данилы II
В 1851 году преемник Негоша Данило подавил сепаратистскую деятельность в Црмнице и в племени пиперов. В 1852 году Данило сложил с себя сан епископа и провозгласил светское государство Княжество Черногория. Таким образом, епископ стал князем Черногории.

## Инфраструктура
До 1878 года в Черногории не было городов. Столица Цетине в 1830-х годах состояла из монастыря и нескольких десятков домиков. Дома черногорцев были небольшими, построенными из неотёсанных камней, с соломенной крышей.